# روبن توريبيو دياز
روبن توريبيو دياز (بالإسبانية: Rubén Toribio Díaz)‏، من مواليد 17 ابريل 1952، لاعب كرة قدم بيروفي سابق.
لعب مع أندية يونيفيرسيتاريو دي ديبورتس ونادي سبورتنغ كريستال.
لعب مع منتخب البيرو لكرة القدم.

## روابط خارجية
- روبن توريبيو دياز على موقع الاتحاد الدولي (مؤرشف)  (الإنجليزية)
- روبن توريبيو دياز على موقع قاعدة بيانات كرة القدم.إي يو (الإنجليزية)
- روبن توريبيو دياز على موقع ناشيونال فوتبول تيمز (الإنجليزية)